# تغییربین

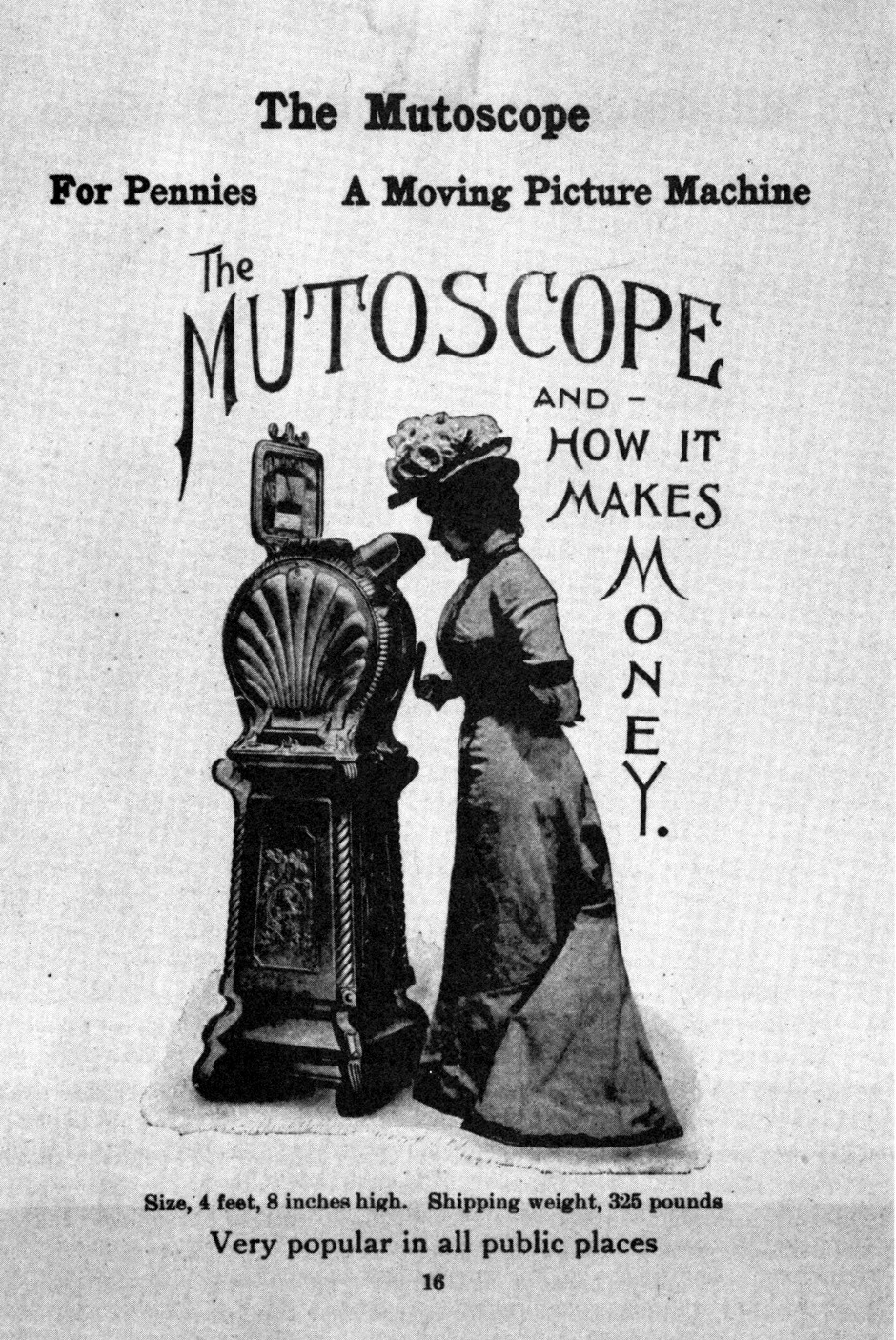
آگهی تجاری تغییربین، سال ۱۸۹۹.

تغییربین یا ماتوسکوپ (Mutoscope) یکی از دستگاه‌های اولیه نمایش فیلم بود که یک ردیف عکس متحرک را از مقابل دید یک تماشاگر می‌گذراند. این دستگاه در سال ۱۸۹۴ توسط هرمان کسلر ابداع شد. 
این دستگاه به مثابه یک رولودِکس (سینی یا صفحهٔ دواری که کارت‌ها را روی آن دسته‌بندی می‌کنند) بزرگ بود که حدود ۸۵۰ کارت منقوش با سرعت زیاد در آن ورق زده می‌شدند و با این‌کار «فیلمی» یک‌دقیقه‌ای در آن قابل مشاهده بود.
تغییربین هم مانند جنبنده‌بین Kinetoscope توماس ادیسون، بر روی پرده پخش نمی‌شد و تماشاگران می‌بایستی تک‌به‌تک با نگاه در درون دستگاه «فیلم» را تماشا کنند. تغییربین به این علت که ارزان‌تر از جنبنده‌بین بود به سرعت محبوبیت زیادی پیدا کرد.
تصاویر تغییربین بر خلاف جنبنده‌بین، بسیار بزرگ بودند و هر کدام روی کارت مجزایی قرار می‌گرفتند. تمهیدات به کار رفته در این دستگاه موجب شدند تصاویر تغییربین واضح‌تر و واقع‌نماتر از تصاویر جنبنده‌بین به نظر برسند.
واژه ماتوسکوپ از زبان لاتین گرفته شده و به معنای تغییربین است.